# 康納·格雷
康納·李·格雷（英語：Conan Lee Gray；1998年12月05日—）是一位美國男歌手和詞曲作者。格雷從十幾歲時就開始向YouTube上傳Vlog、封面和原創歌曲。格雷於2018年與聯眾唱片（Republic Records）簽訂了唱片合約，發行了首張 EP《Sunset Season》(2018) 。他的首張錄音室專輯《Kid Krow》 (2020) 在美國告示牌榜單200中排名第5，使其成為2020年美國最大的新藝人處女作。《Kid Krow》包括商業上成功的單曲“Maniac”和“Heather”。

## 早年
格雷出生於加利福尼亞州的萊蒙格羅韋，母親是日本人，父親為愛爾蘭人。小時候因為外公需要醫療照顧，全家搬到了日本廣島生活了兩年，外公過世之後又搬回加利福尼亞州生活。格雷過去能說一口流利的日語，但後來失去了熟練程度。格雷在他的童年時期搬了12次家，來回於父母親家中。由於混血身份，使他遭受到了許多霸凌，並很難交到真正的朋友。。格雷的父母在他三歲時離婚，國中時隨母親和繼父一起到了德克薩斯州喬治市開始新生活。格雷在德克薩斯州中部的生活啟發了他的大部分藝術和音樂。他被加州大學洛杉磯分校錄取，並於2017年9月搬到加利福尼亞州洛杉磯。

## 活動
他於2013年創建了自己的官方頻道，並在15歲時開始製作影片。他早期的視頻包括烘焙等主題，主要圍繞他的日常生活 。格雷的影片內容主要集中在他在德克薩斯小鎮的生活。他經常因欣賞與美國有關的懷舊情緒而受到稱讚。格雷錄製了音樂，展示了他的藝術，並為他的Video Blog創作了其他影片，觀看次數超過2500萬。
康納·格雷於2017年3月自行發行了他的首張單曲“Idle Town”。這首歌在Spotify上獲得了超過1400萬次流媒體播放，在YouTube上獲得了1200萬次觀看。格雷於2017年9月1日自行發行了他的第二張單曲“Grow”，第二天音樂錄影帶發布。2018年10月，格雷在聯眾唱片(Republic Records)上發布了單曲“Generation Why” ，被描述為“對千禧一代的影響”。2018年11月，格雷發行五軌EP《Sunset Season》其中包括歌曲《Idle Town》、《Generation Why》、《Crush Culture》、《Greek God》和《Lookalike》。這張 EP 在Billboard Heatseekers 專輯排行榜上排名第二，在Billboard 200上排名第116位。格雷開始了北美巡迴演出，以支持與Girl in Red的EP。
格雷在2019年2月前夕與賽斯·梅爾(Seth Meyers)一起在深夜演出時首次亮相《塞斯·梅耶斯深夜秀》，之後又表演了幾場節目作為迪斯可癟三的開場表演！在為邪惡之旅祈禱期間在迪斯科舞廳。除了在全國巡迴演出外，他還參加了大逃亡等音樂會。
2019年2月，格雷重新發布了單曲“The Other Side”，最初是在2016年高中第一天前夕在YouTube上發布的。在 2019年3月至10月期間，格雷從他的首張專輯《Kid Krow》中發行了一系列單曲，即“Checkmate”、“Comfort Crowd”和“ Maniac ”，和獨立單曲“國王”。2019年10月，格雷開始了他的第二次北美巡演。截至2019年10月，格雷的目錄在所有平台上總共獲得了超過 2.5 億次流。格雷獲得了2019年Shorty獎最佳YouTube音樂人，並在2019年Streamy獎中被提名為突破性藝術家。
在2020年的第二週，格雷每天都會在Twitter上分享關於他首張專輯標題的提示。2020年1月9日，他透露了歌名Kid Krow，並寫道：“我在這張專輯中說的比我一生中說的更多，我迫不及待地想告訴你我所有的秘密. 愛你們。格雷在專輯發布的同一天發布了“The Story”，以及“Wish You Were Sober”作為專輯發布前兩天的驚喜發布。2020年初，格雷的單曲《Love talk》在國際主流流行電台大獲成功。
格雷原定於3月16日在吉米·法倫( Jimmy Fallon) 主演的《今夜秀》(The Tonight Show ) 上演出，以及2020年4月中旬的科切拉音樂節(Coachella) 演出，但由於COVID-19 大流行，這兩場演出都被取消了。2020年年中，福布斯和公告牌都將格雷列為2021年格萊美獎最佳新人提名預測的領跑者。隨著《Kid Krow》的商業成功，Apple Music將格雷命名為Up Next藝術家並於2020年4月發布了一部關於他的獨家迷你紀錄片。他在Bülow的支持下的《Kid Krow》世界巡迴演唱會已被推遲，直至另行通知。 2020年10月與美國歌手Lauv合作發行單曲《Fake》。
在2021年2月至2022年1月期間，格雷發行了單曲“Overdrive”、“Astronomy”、“People Watching”、“Telepath”和“Jigsaw”。

## 獎項與提名
| 年份   | 頒獎典禮                                     | 獎項                                       | 提名項目 | 結果         | 備註          |
| ------ | -------------------------------------------- | ------------------------------------------ | -------- | ------------ | ------------- |
| 2019年 | 第11屆短片大獎 11th Shorty Awards            | 最佳YouTube音樂獎                          | Himself  | 獲獎         | [ 38 ]        |
| 2019年 | 第九屆流媒體獎 9th Streamy Awards            | Breakthrough Artist                        | Himself  | 提名         | [ 39 ]        |
| 2020年 | BreakTudo Awards                             | International New Artist                   | Himself  | 提名         | [ 40 ]        |
| 2020年 | MTV歐洲音樂大獎 MTV Europe Music Awards      | 最推崇藝人獎 Best Push Act                 | Himself  | 提名         | [ 41 ]        |
| 2020年 | MTV音樂錄影帶大獎 MTV Video Music Awards     | 最佳新人音樂錄影帶 Push Artist of the Year | Himself  | 入圍初选名单 | [ 42 ]        |
| 2020年 | 第46屆全美民選獎 46th People's Choice Awards | Best New Artist of 2020                    | Himself  | 提名         | [ 43 ]        |
| 2021年 | Gold Derby Music Awards                      | Best New Artist                            | Himself  | 提名         | [ 44 ] [ 45 ] |

## 外部連結
- 康納·格雷的Instagram帳戶
- 康納·格雷–官方網站